# Café Rosa

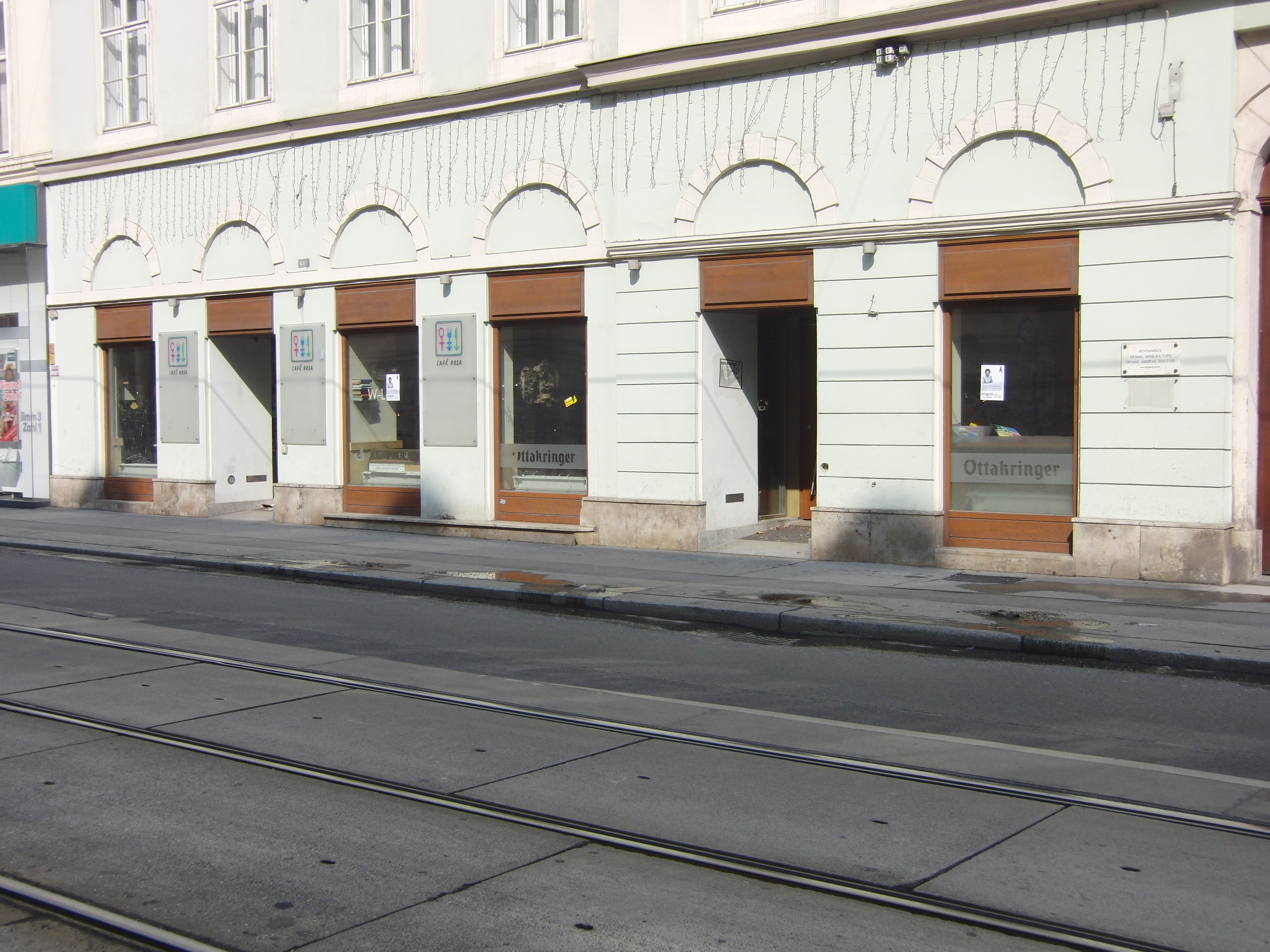
Café Rosa im März 2013

Das Café Rosa war ein nicht-kommerzielles Kaffeehaus im neunten Wiener Gemeindebezirk Alsergrund. Es wurde am 7. Mai 2011 eröffnet und von der ÖH Uni Wien betrieben. Es wurde gegründet, um Studenten einen Platz zu bieten um sich ohne Konsumzwang „aufzuhalten, sich politisch zu vernetzen, zu lernen und Veranstaltungen abzuhalten.“ Außerdem sollte es „das politische Engagement außerhalb der politischen Parteien und Organisationen“ fördern und „an den nicht geöffneten Abenden sowie am Wochenende ist es für Studenten, die ÖH Uni Wien (und ihre verschiedenen Vertretungsebenen) und auch externe Organisationen möglich, Veranstaltungen im "Café Rosa" durchzuführen.“ Im März 2012 wurde bekannt, dass dem Café die finanziellen Mittel fehlen, um den Betrieb weiterzuführen was eine heftige mediale Debatte auslöste. Bis zur offiziellen Schließung des Lokals im Oktober 2013 investierte die ÖH der Uni mehr als eine halbe Million Euro.

## Geschichte
Die linksdominierte ÖH Uni Wien entschied sich, vertreten durch Grüne & Alternative StudentInnen (GRAS), Verband Sozialistischer Studentinnen und Studenten Österreichs (VSStÖ) und dem Kommunistischen Student_innenverband - Linke Liste (KSV-Lili), für die Eröffnung eines Cafés, das Grundsätze hochhält, die Diskriminierung vorbeugen sollen: „basisdemokratisch, feministisch, antisexistisch, progressiv, antidiskriminierend, antirassistisch, emanzipatorisch, ökologisch-nachhaltig, antifaschistisch, antinationalistisch, antiklerikal, antipatriarchal, antiheteronormativ, antikapitalistisch und solidarisch“. Teilweise waren diese Grundsätze auch in der Satzung der ÖH Uni Wien enthalten. In der Satzung ab Oktober 2014 ist das Gros der Ausschlusskriterien nicht mehr enthalten. Der Name „Rosa“ wurde gewählt, um auf die Arbeit politisch aktiver Frauen wie etwa Rosa Luxemburg, Rosa Mayreder oder Rosa Manus hinzuweisen.
Im März 2012 wurde das Café geschlossen.

## Kritik
Kurz nach der Eröffnung 2011 wandte sich der Österreichische Cartellverband wegen der Anforderung „antiklerikal“ in einer Stellenausschreibung des Cafés an die Gleichbehandlungsanwaltschaft. Diese stellte einen Strafantrag „wegen Verstoßes gegen das Gebot der diskriminierungsfreien Stellenausschreibung aufgrund der Religion bzw. Weltanschauung und des Alters.“ Die Bezirksverwaltungsbehörde sprach eine Verwarnung aus und hielt fest, „dass weder ein jugendliches Alter noch eine antiklerikale Einstellung eine wesentliche und entscheidende berufliche Anforderung für die gesuchten Tätigkeiten darstellen.“
Die AktionsGemeinschaft (AG), die Jungen Liberalen (JuLis) und der Ring Freiheitlicher Studenten (RFS) bezeichneten das Vorgehen als Geldverschwendung. Für Kritik sorgte auch die Tatsache, dass das Kaffeehaus nicht als Kapitalgesellschaft, sondern als Verein gegründet wurde. Im Frühjahr 2012 kam seitens von AG und RFS der Vorwurf, dass es keine Transparenz im Budget des Cafés gäbe und dass es bereits zahlungsunfähig wäre. Außerdem erstattete der RFS Anzeige gegen die ÖH Uni Wien wegen des Verdachts der Untreue. Im Sommer 2015 stellte die Staatsanwaltschaft das Verfahren ein. Ein Abwahlantrag gegen die Vorsitzende der Bundesvertretung, Janine Wulz (GRAS), die damals Kassierin des Vereins war, blieb erfolglos. Im Mai 2012 wurde das Café Rosa von Studenten besetzt, wenige Tage später wurde es wieder geräumt. Im Juni 2012 wurde durch das Bundesministerium für Wissenschaft und Forschung mittels Bescheid festgestellt, dass das Kaffeehaus nicht in Vereinsform geführt werden dürfe, da das Gesetz vorschreibt, dass die ÖH Wirtschaftsbetriebe als Kapitalgesellschaften führen muss.
Seit der Schließung lief der Mietvertrag weiter, weil er über fünf Jahre abgeschlossen worden war. Der Verein wurde formal aufgelöst. Da eine der beiden schwangeren Geschäftsführerinnen im Mutterschutz gekündigt wurde, wird dies erst schlagend, wenn das noch laufende Verfahren am Arbeitsgericht abgeschlossen ist.
Bis Anfang Jänner 2013 konnte kein neuer Pächter für die Räumlichkeiten gefunden werden. AG und RFS boten an, die Räumlichkeiten für Veranstaltungen zu mieten um die Verluste zu senken. Die ÖH-Exekutive der Universität Wien lehnte ab, was in der Folge als Diskriminierung und „fahrlässige Beeinträchtigung von Gläubigerinteressen“ bezeichnet wurde.
Im März 2013 wurde von der neuen ÖH-Führung der Universität Wien eine Prüfung persönlicher Verantwortlichkeit eingeleitet. Ende April 2013 wurde die Homepage des Cafés durch die ÖH eingestellt und auf eine Grafik eines Mädchens, das ein rosa Einhorn reitet, umgeleitet.
Bei der ÖH-Wahl im Mai 2013 mussten die GRAS an der Uni Wien im Zusammenhang mit dem Café hohe Stimmenverluste hinnehmen, während der VSStÖ Stimmen halten konnte und stimmenstärkste Fraktion wurde.
Im Oktober 2013 wurde ein Nachmieter gefunden.

## Kosten und Einnahmenaufstellung
| Datum                        | Beschreibung                    | Kosten      |
| ---------------------------- | ------------------------------- | ----------- |
| bis 06/2011                  | Ablösea                         | 165.000,00  |
|                              | Umbau                           | 80.000,00   |
|                              | Zuschüsse                       | 80.000,00   |
|                              | Provision                       | 9.499,00    |
|                              | Kaution                         | 20.000,00   |
|                              | Veranstaltungs- und Werbekosten | 3.496,46    |
|                              | Gebühren                        | 1.159,20    |
|                              | Strom                           | 1.970,00    |
|                              | Miete                           | 12.180,00   |
|                              | Sonstiges                       | 485,10      |
|                              | Stellenausschreibung            | 7.372,55    |
|                              | Sachbearbeiter                  | 6.785,00    |
|                              | Summe                           | -387.947,31 |
|                              |                                 |             |
| 07/2011 – 06/2012            | Zuschüsse                       | 45.000,00   |
|                              | Materialien                     | 39,99       |
|                              | Strom/Gas                       | 15.403,41   |
|                              | Telefon                         | 371,96      |
|                              | Domain                          | 14,90       |
|                              | Miete                           | 36.872,36   |
|                              | Rechtshilfe                     | 2.634,77    |
|                              | Sachbearbeiter                  | 11.200,00   |
|                              | Summe                           | -111.580,29 |
|                              |                                 |             |
| 07/2012 – 06/2013            | Miete                           | 37.927,26   |
|                              | Strom/Gas                       | 3.380,79    |
|                              | Telefon                         | 549,58      |
|                              | offene Rechnungen               | 2.456,25    |
|                              | Säuberungsarbeiten              | 258,60      |
|                              | Erstellung Gutachten            | 4.800,00    |
|                              | Sachbearbeiter                  | 5.600,00    |
|                              | Summe                           | -54.972,48  |
|                              |                                 |             |
| 07/2013 - 10/2013            | Miete                           | 12.957,20   |
|                              | Strom/Gas                       | 371,50      |
|                              | Telefon                         | 171,92      |
|                              | Wartung Therme                  | 144,00      |
|                              | Wartung Lüftung                 | 2.160,00    |
|                              | Makler                          | 1.200,00    |
|                              | Subventionierung Verein         | 3.000,00    |
|                              | Sachbearbeiter                  | 1.680,00    |
|                              | Summe                           | -21.684,62  |
|                              |                                 |             |
| Von Eröffnung bis Schließung | Beschreibung                    | Einnahmen   |
|                              | Kaution Rückzahlung             | 10.000,00   |
|                              | Ablöse Nachmieterb              | 30.000,00   |
|                              | Auflösung Vereinsguthaben       | 2.000,00    |
|                              | Summe                           | 41.500,00   |

| Gesamtkosten | -534.184,70 |
| ------------ | ----------- |

Aufstellung Kosten für Ablöse 2011 und Einnahmen aus Ablöse 2013:
| Beschreibung                   | Kosten für Ablöse 2011a | Einnahmen aus Ablöse 2013b |
| ------------------------------ | ----------------------- | -------------------------- |
| Umbau des Geschäftslokals      | 85.205,78               | 13.000,00                  |
| Lokaleinrichtung (Beleuchtung) | 4.656,48                | 1.000,00                   |
| Glastrennung inkl. Tür         | 4.950,00                | 1.000,00                   |
| Lokaleinrichtung (Café-Bar)    | 52.320,00               | 12.000,00                  |
| Fernseher 1                    | 371,20                  | 0,00                       |
| Fernseher 2                    | 236,00                  | 0,00                       |
| Musikanlage                    | 460,58                  | 0,00                       |
| Kassasystem                    | 2.736,00                | 0,00                       |
| Kaffeemaschine                 | 11.264,03               | 3.000,00                   |
| Summe                          | -162.200,08             | 30.000,00                  |

Quelle: Cafe Rosa Endbericht der ÖH an der Uni Wien